# Aue-Geest-Gymnasium Harsefeld
Das Aue-Geest-Gymnasium Harsefeld ist ein Gymnasium in Harsefeld im niedersächsischen Landkreis Stade.

## Einzugsbereich
Das Aue-Geest-Gymnasium ist zuständig für die Gymnasiasten aus den Grundschulen der Samtgemeinde Harsefeld, der Grundschulen der Samtgemeinde Fredenbeck und der Grundschulen Wiegersen (Samtgemeinde Apensen) und seit dem Schuljahr 2018/19 auch Bliedersdorf-Nottensdorf (Samtgemeinde Horneburg).

## Geschichte
Die Schule wurde unter dem Namen Gymnasium Harsefeld im Jahr 2004 gegründet. Am 19. August 2004 nahm es zum Schuljahr 2004/2005 seinen Betrieb mit den ersten 5. und 6. Klassen auf. Im Schuljahr 2005/2006 kam der 7. Jahrgang hinzu.
Im August 2005 unterrichteten 21 Lehrkräfte 346 Schüler, sechs Jahre später hat sich die Zahl auf 65 Lehrer verdreifacht. Im Sommer 2006 ist eine eigene Schulkleidung eingeführt worden, die von den Schülern allerdings kaum bis gar nicht getragen wird. Ein weiterer Versuch der Einführung erfolgte seitens der Schülervertretung im Schuljahr 2016/17.
Im August 2006 wurde der Neubau der Schule in Betrieb genommen. Dadurch konnten auch Schüler der Klassenstufe 9 und 10, welche zuvor in Stade am Gymnasium Athenaeum unterrichtet worden waren, aufgenommen werden und eine eigene Schulmensa wurde eingerichtet. Im darauffolgenden Schuljahr startete am Gymnasium Harsefeld die Oberstufe mit dem Jahrgang 11. Das erste Abitur ist im Frühjahr 2010 abgelegt worden.
Seit Beginn des Schuljahres 2012/2013 trägt die Schule den von allen Beteiligten in einem demokratischen Verfahren gewählten neuen Schulnamen „Aue-Geest-Gymnasium Harsefeld“.

### Schulleiter
- 2004–2018: Johann Book
- 2018–2022: Ute Appelkamp
- Seit 2022: Christian Sondern

### Ehemalige Schüler
- Klara Lange (* 1998), Schauspielerin

## Schüleraustausch
Erstmals fand im September 2006 ein Schüleraustausch mit der französischen Partnerschule, dem Collège Les Fontaines in Thouarcé (bei Angers) statt, an dem die Französisch-Schüler der achten und einige der neunten Klassen teilnahmen. Der Gegenbesuch in Harsefeld fand Ende April 2007 statt. Der Austausch wird auf Wunsch der französischen Partnerschule nur alle zwei Jahre durchgeführt.
Mit einem polnischen Gymnasium in Wisła wurden im Herbst 2007 und Februar 2010 Schüler im Rahmen einer Arbeitsgemeinschaft ausgetauscht.
Darüber hinaus besteht eine Partnerschaft mit einer spanischen Schule, dem IES Torre de Atalaya in Málaga, und einem belgischen Gymnasium, dem Athénée royal d´Athus.
Außerdem wird im Rahmen der Spanisch-Klassen jedes Jahr eine Reise nach Ávila angeboten.

## Sport
Das Aue-Geest-Gymnasium Harsefeld nimmt jährlich in mehreren Altersklassen an den Wettbewerben von Jugend trainiert für Olympia in den Sparten Handball, Fußball und Leichtathletik teil. Die größten Erfolge waren Teilnahmen am Bundesfinale im Fußball (2012, 2015, 2022) sowie Handball (2018) und Leichtathletik (2022).

## Förderverein Gymnasium Harsefeld
Zur Unterstützung der Arbeit des Aue-Geest-Gymnasiums Harsefeld wurde der gemeinnützige Förderverein Gymnasium Harsefeld gegründet. Er soll unter anderem die Anschaffung von Ausbildungsmaterialien sowie Veranstaltungen, die der Gemeinschaft und Zusammengehörigkeit der am Schulleben beteiligten Schülerinnen und Schüler, Eltern und Lehrkräfte dienen, unterstützen.